# Zugló (železniční zastávka)
Zugló je železniční zastávka, která se nachází v Budapešti. Zastávka byla otevřena v roce 1948.

## Provozní informace
Zastávka má nástupiště u obou traťových kolejí. V zastávce je možnost zakoupení jízdenky. Trať procházející zastávkou je elektrizována střídavým proudem 25 kV, 50 Hz. Provozuje ji společnost MÁV.

## Doprava
Zastavují zde vnitrostátní vlaky InterCity do Segedína, Záhony či zde zastavují okružní InterCity (maďarsky Kör-IC) z Budapest-Nyugati pu. přes Szolnok, Debrecín, Nyíregyházu, Miškovec do Budapest-Keleti pu. Jediným mezinárodním vlakem, který zastavuje na zastávce je IC 33/34 „Latorca“ z Budapešti do Mukačeva. Dále zde zastavuje několik osobních vlaků do Lajosmizse, Kecskemétu, Szolnoku a Székesfehérváru. Poblíž zastávky se nachází zastávka MHD Zugló vasútállomás.

## Tratě
Zastávkou procházejí tyto tratě:
- Železniční trať Budapešť – Cegléd – Szolnok (MÁV 100a)
- Železniční trať Budapešť – Lajosmisze – Kecskémet (MÁV 142)